# Filmdosimeter

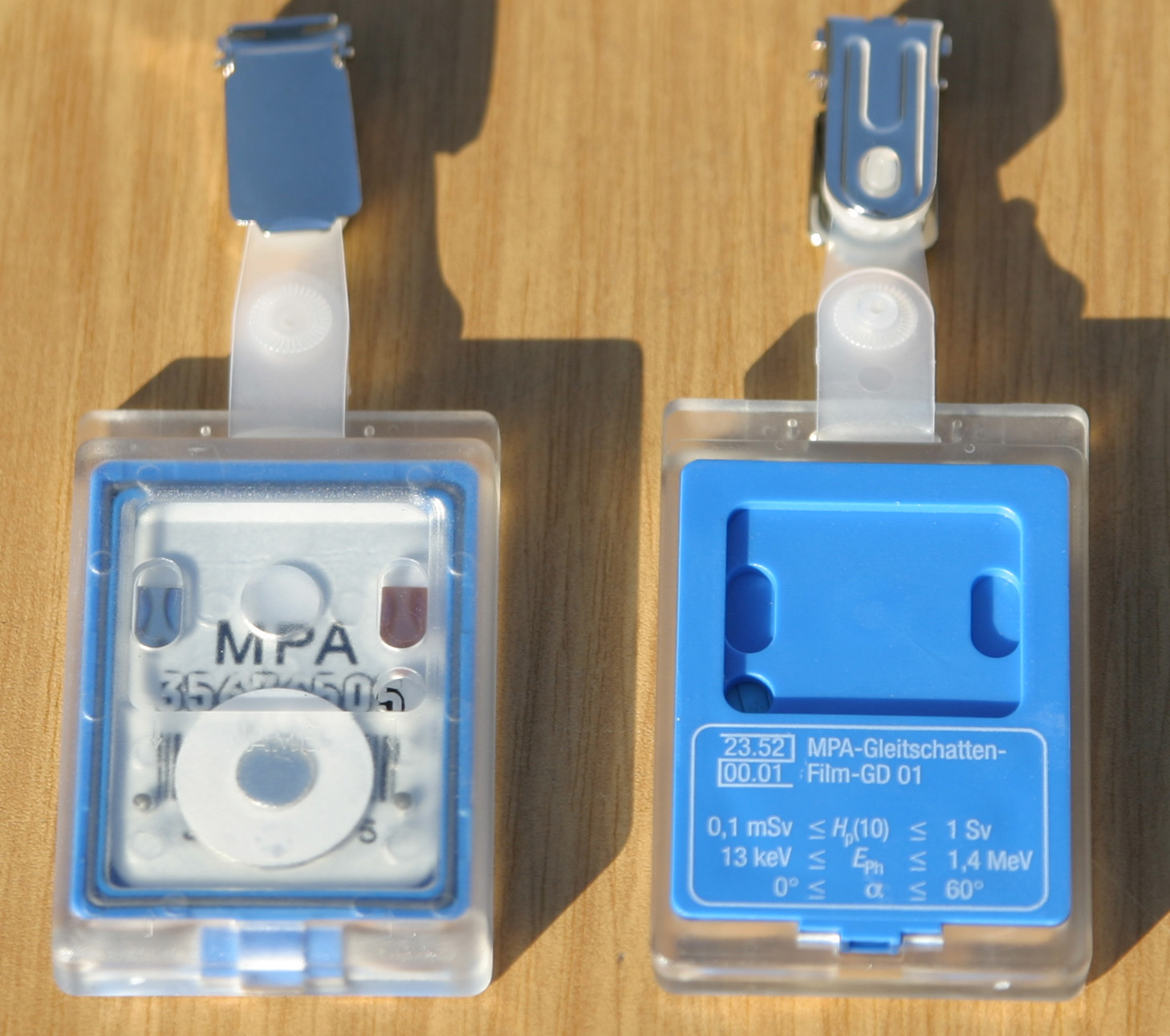
Filmdosimeter in einer Gleitschattenkassette

Filmdosimeter (umgangssprachlich auch Filmplaketten oder Röntgenplaketten) sind Nachweisgeräte für ionisierende Strahlung, die die Schwärzung fotografischen Materials durch die Strahlung nutzen. Sie werden im Dosisbereich zwischen 0,1 mSv und 1 Sv eingesetzt und sind für Röntgenstrahlung und Gammastrahlung zwischen 20 keV und 3 MeV geeignet. Bei der Dosisbestimmung mit Filmdosimetern handelt es sich um ein speicherndes und integrierendes Verfahren. Durch Anwendung verschiedener Strahlungswandler (Filter), in den Gehäusen (Ansteckplakette), sind diese Dosimeter auch für andere Strahlenarten wie Alphastrahlung, Betastrahlung und Neutronenstrahlung anwendbar.

## Aufbau
Es sind am Markt verschiedene Typen von Filmdosimetern verfügbar, daher gibt es keinen einheitlichen Aufbau eines Filmdosimeters.
Das in Deutschland genutzte und zugelassene Filmdosimeter wird von der Firma Agfa hergestellt. In der Dosimeterhülle aus Polyethylen sind zwei Detektoren, ein unempfindlicher Film (u- eFilm) für hohe Dosen und ein empfindlicher Film (e-Film) für geringe Dosen enthalten. Außerdem ist zum Separieren der Detektoren eine Zwischenlage aus Papier vorhanden.
Das Filmdosimeter wird in einer Kassette am Körper getragen, die Filterelemente aus verschiedenen Metallen enthält. Diese Filter ermöglichen es, den Winkel der einfallenden Strahlung zu bestimmen und dienen außerdem dazu, unter den Filterelementen gewebeäquivalente Werte messen zu können.

## Auswertung
Vor der Auswertung werden die Filme aus der Dosimeterhülle entfernt und entwickelt. Da die Detektoren extrem lichtempfindlich sind, muss der Auspackvorgang in einer Dunkelkammer geschehen.
Nach dem Auspacken werden die Filme durch ein Entwicklungsbad geführt. Durch den chemischen Entwicklungsprozess werden auf dem Film Schwärzungen an den Stellen sichtbar, an denen der Film mit ionisierender Strahlung in Berührung gekommen ist. Um die Dosis auf dem Film bestimmen zu können, erfolgt die Messung der optischen Dichte mittels eines Densitometers.
Das Ergebnis der ausgewerteten Dosis wird dem Strahlenschutzbeauftragten mitgeteilt.

## Anwendung
Filmdosimeter finden Anwendung in der Personendosimetrie, insbesondere für die Überwachung strahlungsexponierter Personen durch amtliche Messstellen.